# Bruce Robertson (rugby à XV)
Pour les articles homonymes, voir Bruce Robertson et Robertson.
Pas d'image ? Cliquez ici

a Compétitions nationales et continentales officielles uniquement.

b Matchs officiels uniquement.
Dernière mise à jour le 20 avril 2023.
Bruce John Robertson, né le 9 avril 1952 à Hastings et mort le 12 mai 2023, est un joueur de rugby à XV néo-zélandais qui a joué 102 fois (dont 34 tests matchs) pour les All-Blacks de 1972 à 1981. Il jouait au poste de trois-quarts centre.

## Carrière
Alors âgé de 19 ans, il jouait pour la province de Counties et pour l'équipe de l'île du Nord. Il a fait ses débuts avec les Blacks en 1972 à l’occasion de deux matchs (gagnés) contre les Wallabies. Il enchaîna par des victoires contre l'Écosse, l'Angleterre et l'Irlande, mais perdit début 1973 contre la France. Sa saison 1974 fut marquée par des succès contre les Wallabies, puis en 1976 il connut trois défaites et un seul succès contre les Springboks en Afrique du Sud. Les meilleures saisons de Robertson furent sans doute celles de 1977, avec trois succès contre les Lions britanniques, et celle de 1978 avec des victoires contre les équipes de Galles, Angleterre, Écosse et Australie (2 victoires et une défaite). Avec les Blacks, il n’obtint cependant qu’une victoire sur deux matchs disputés contre la France. Il a été trois fois capitaine des Blacks, mais jamais lors de test matchs. Étant opposé à la politique d’Apartheid pratiquée alors en Afrique du Sud, il refusa de participer à la tournée des Blacks dans ce pays en 1981. Il termina sa carrière avec les Blacks par deux victoires contre l'Écosse en 1981. Robertson continua de jouer pour Counties jusqu’en 1982, portant son total à 135 matchs disputés pour cette province.

## Palmarès
- Nombre de tests avec les Blacks :  34
- Autres matchs avec les Blacks : 68
- Nombre total de matchs avec les Blacks : 102
- Première cape : 13 mai 1972
- Dernière cape : 20 juin 1981
- Matchs avec les Blacks par année : 15 en 1972, 11 en 1973, 15 en 1974, 17 en 1976, 11 en 1977, 15 en 1978, 3 en 1979, 13 en 1980 et 2 en 1981